# Liste du patrimoine immobilier de l'Estrie
Cette liste recense les biens du patrimoine immobilier de l'Estrie inscrits au répertoire du patrimoine culturel du Québec. Cette liste est divisées par municipalité régionale de comté géographique.

## Brome-Missisquoi
| Bien patrimonial                                | Illustration               | Municipalité               | Adresse                 | Coordonnées                         | No     | Constr.     | Catégorie                                                | Rec.      | Notes |
| ----------------------------------------------- | -------------------------- | -------------------------- | ----------------------- | ----------------------------------- | ------ | ----------- | -------------------------------------------------------- | --------- | ----- |
| Cimetière Blunt                                 | Bolton-Ouest               | Bolton-Ouest               | chemin Bailey           | 45° 13′ 05″ nord, 72° 28′ 21″ ouest | 206980 |             | Site patrimonial cité                                    | 2017      |       |
| Cimetière Fuller                                | Bolton-Ouest               | Bolton-Ouest               |                         | 45° 11′ 36″ nord, 72° 27′ 17″ ouest | 196722 |             | Site patrimonial cité                                    | 2013      |       |
| Église Saint-Andrew                             | Bolton-Ouest               | Bolton-Ouest               | chemin Tuer             | 45° 11′ 33″ nord, 72° 27′ 05″ ouest | 93107  | 1891        | Immeuble patrimonial cité                                | 1994      |       |
| Résidence George-Knight-Nesbitt                 | Cowansville                | Cowansville                | 215, rue du Sud         | 45° 12′ 21″ nord, 72° 44′ 45″ ouest | 93056  | 1881        | Immeuble patrimonial cité                                | 1991      |       |
| Ensemble institutionnel de Saint-Romuald        | Farnham                    | Farnham                    | rue Yamaska Est         | 45° 17′ 12″ nord, 72° 58′ 25″ ouest | 114688 |             | Immeuble patrimonial cité                                | 2007      |       |
| Salle anglicane du complexe St. James           | Farnham                    | Farnham                    | 410, rue Principale Est | 45° 16′ 59″ nord, 72° 58′ 32″ ouest | 120972 | 1888        | Immeuble patrimonial cité                                | 2008      |       |
| Église Bishop Stewart of the Holy Trinity       | Frelighsburg               | Frelighsburg               | 5, chemin Garagona      | 45° 03′ 24″ nord, 72° 50′ 21″ ouest | 98358  | 1880 à 1884 | Immeuble patrimonial cité                                | 2023      | [ 2 ] |
| Moulin Freligh                                  | Frelighsburg               | Frelighsburg               | 12, route 237 Nord      | 45° 03′ 19″ nord, 72° 50′ 22″ ouest | 92577  | 1839        | Immeuble patrimonial classé Aire de protection délimitée | 1973 1975 |       |
| Noyau institutionnel de Knowlton                | Lac-Brome                  | Lac-Brome                  | chemin Lakeside         | 45° 13′ 11″ nord, 72° 30′ 30″ ouest | 93555  |             | Site patrimonial cité                                    | 1993      |       |
| Pont de Des Rivières                            | Notre-Dame-de-Stanbridge   | Notre-Dame-de-Stanbridge   | chemin Saint-Charles    | 45° 09′ 28″ nord, 73° 03′ 04″ ouest | 115395 | 1884        | Immeuble patrimonial classé                              | 2015      |       |
| Noyau institutionnel de Saint-Pierre-de-Véronne | Pike River                 | Pike River                 |                         | 45° 07′ 22″ nord, 73° 04′ 07″ ouest | 93574  |             | Site patrimonial cité                                    | 1992      |       |
| Grange Alexander-Solomon-Walbridge              | Saint-Ignace-de-Stanbridge | Saint-Ignace-de-Stanbridge | 189, chemin de Mystic   | 45° 09′ 09″ nord, 72° 59′ 18″ ouest | 93297  | 1882        | Immeuble patrimonial classé                              | 2004      |       |

## Coaticook
| Bien patrimonial                                           | Illustration               | Municipalité              | Adresse                             | Coordonnées                         | No     | Constr.              | Catégorie                                                | Rec.      | Notes                      |
| ---------------------------------------------------------- | -------------------------- | ------------------------- | ----------------------------------- | ----------------------------------- | ------ | -------------------- | -------------------------------------------------------- | --------- | -------------------------- |
| Église de Saint-Wilfrid                                    | Barnston-Ouest             | Barnston-Ouest            | Chemin de Kingscroft                | 45° 08′ 35″ nord, 71° 58′ 01″ ouest | 93055  | 1910 (vers)          | Immeuble patrimonial cité                                | 2002      |                            |
| Grange ronde Stanley-Holmes                                | Barnston-Ouest             | Barnston-Ouest            | 2523, chemin Holmes                 | 45° 07′ 12″ nord, 71° 58′ 27″ ouest | 93415  | 1907                 | Immeuble patrimonial cité                                | 2002      |                            |
| Hameau de Way's Mills                                      | Barnston-Ouest             | Barnston-Ouest            | Chemin de Way's Mills               | 45° 06′ 00″ nord, 71° 58′ 32″ ouest | 168923 |                      | Site patrimonial cité                                    | 2010      |                            |
| Château Arthur-Osmore-Norton                               | Coaticook                  | Coaticook                 | 96, rue de l'Union                  | 45° 07′ 50″ nord, 71° 48′ 28″ ouest | 92967  | 1912                 | Immeuble patrimonial classé Immeuble patrimonial reconnu | 2012 1986 |                            |
| Église baptiste de Barnston                                | Coaticook                  | Coaticook                 | Chemin de Baldwin Mills-Barnston    | 45° 06′ 20″ nord, 71° 53′ 04″ ouest | 93458  | 1837                 | Immeuble patrimonial cité                                | 2004      |                            |
| Église Sisco Memorial                                      | Coaticook                  | Coaticook                 | Rue Wellington                      | 45° 08′ 01″ nord, 71° 48′ 14″ ouest | 92820  | 1923                 | Immeuble patrimonial cité                                | 1996      |                            |
| Grange de la Ferme-du-Plateau-de-Coaticook                 | Coaticook                  | Coaticook                 | 129, rue Morgan                     | 45° 08′ 21″ nord, 71° 49′ 09″ ouest | 93076  | 1912                 | Immeuble patrimonial cité                                | 1999      |                            |
| Secteur Saint-Edmond                                       | Coaticook                  | Coaticook                 | Rue Saint-Jacques Nord              | à géolocaliser                      | 171874 |                      | Site patrimonial cité                                    | 2010      |                            |
| Vieille gare de Coaticook                                  | Coaticook                  | Coaticook                 | 131, rue Lovell                     | 45° 08′ 04″ nord, 71° 48′ 58″ ouest | 93003  | 1904                 | Immeuble patrimonial cité                                | 1999      |                            |
| Vieille poste                                              | Coaticook                  | Coaticook                 | 34, rue Main Est                    | 45° 07′ 57″ nord, 71° 48′ 16″ ouest | 92990  | 1890                 | Immeuble patrimonial cité                                | 1988      |                            |
| Église de Saint-Herménégilde                               | Saint-Herménégilde         | Saint-Herménégilde        | Rue Principale                      | 45° 06′ 18″ nord, 71° 40′ 29″ ouest | 105347 | 1899                 | Immeuble patrimonial cité                                | 2005      |                            |
| Site du patrimoine de l'église de Saint-Venant-de-Paquette | Saint-Venant-de-Paquette   | Saint-Venant-de-Paquette  | Chemin du Village                   | 45° 07′ 31″ nord, 71° 27′ 46″ ouest | 93644  |                      | Site patrimonial cité                                    | 2004      |                            |
| Croix de chemin du Village de Saint-Edwidge                | Sainte-Edwidge-de-Clifton  | Sainte-Edwidge-de-Clifton |                                     | 45° 12′ 14″ nord, 71° 40′ 50″ ouest | 207132 | 1965                 | Immeuble patrimonial cité                                | 2017      |                            |
| Croix de chemin Lemire                                     | Sainte-Edwidge-de-Clifton  | Sainte-Edwidge-de-Clifton | 540, chemin de la Rivière           | 45° 13′ 16″ nord, 71° 40′ 06″ ouest | 207131 | 1950                 | Immeuble patrimonial cité                                | 2017      |                            |
| Croix de chemin paroissiale                                | Sainte-Edwidge-de-Clifton  | Sainte-Edwidge-de-Clifton | 1560, chemin Favreau                | 45° 13′ 16″ nord, 71° 41′ 59″ ouest | 207134 | 1950                 | Immeuble patrimonial cité                                | 2017      |                            |
| Croix de chemin Scalabrini                                 | Sainte-Edwidge-de-Clifton  | Sainte-Edwidge-de-Clifton | chemin Léon-Gérin chemin Scalabrini | 45° 11′ 40″ nord, 71° 41′ 58″ ouest | 207133 | 1950                 | Immeuble patrimonial cité                                | 2017      | Croix de chemin Scalabrini |
| Site du patrimoine du canton de Sainte-Edwidge-de-Clifton  | Sainte-Edwidge-de-Clifton  | Sainte-Edwidge-de-Clifton | Chemin Favreau                      | 45° 12′ 15″ nord, 71° 40′ 54″ ouest | 157484 |                      | Site patrimonial cité                                    | 2009      |                            |
| Église de Saint-Malo                                       | Saint-Malo                 | Saint-Malo                | rue Principale                      | 45° 11′ 57″ nord, 71° 29′ 45″ ouest | 157479 | 1926                 | Immeuble patrimonial cité                                | 2024      |                            |
| Ancienne centrale de la Chute-Burroughs                    | Image manquante Téléverser | Stanstead-Est             |                                     | 45° 09′ 07″ nord, 72° 01′ 10″ ouest | 233557 |                      | Site patrimonial cité                                    | 2021      |                            |
| Hôtel de ville                                             | Stanstead-Est              | Stanstead-Est             | Chemin Curtis                       | 45° 05′ 44″ nord, 72° 03′ 22″ ouest | 92989  | 1817                 | Immeuble patrimonial cité                                | 1988      |                            |
| Château d'eau de la rue Dominion                           | Waterville                 | Waterville                | Rue Dominion                        | 45° 16′ 48″ nord, 71° 53′ 34″ ouest | 166185 | 1896 et 1900 (entre) | Immeuble patrimonial cité                                | 2010 2009 |                            |
| École Milby                                                | Waterville                 | Waterville                | 2120, chemin McVety                 | 45° 18′ 47″ nord, 71° 49′ 33″ ouest | 93086  | 1825                 | Immeuble patrimonial cité                                | 1992      |                            |
| Église de l'Assomption-de-la-Bienheureuse-Vierge-Marie     | Waterville                 | Waterville                | rue de Compton Est                  | 45° 16′ 33″ nord, 71° 53′ 14″ ouest | 158519 | 1919-1920            | Immeuble patrimonial cité                                | 2020      |                            |
| Pont de Milby                                              | Waterville                 | Waterville                | Chemin du Pont-Couvert              | 45° 18′ 55″ nord, 71° 49′ 24″ ouest | 93084  | 1873                 | Immeuble patrimonial cité                                | 1992      |                            |

## La Haute-Yamaska
| Bien patrimonial                                                  | Illustration               | Municipalité            | Adresse             | Coordonnées                         | No     | Constr.     | Catégorie                   | Rec.      | Notes |
| ----------------------------------------------------------------- | -------------------------- | ----------------------- | ------------------- | ----------------------------------- | ------ | ----------- | --------------------------- | --------- | ----- |
| Église Sainte-Famille                                             | Granby                     | Granby                  | rue Principale      | 45° 23′ 57″ nord, 72° 43′ 26″ ouest | 121086 | 1931        | Immeuble patrimonial cité   | 2014 2002 |       |
| Ancienne école et vieil hôtel de ville de Sainte-Cécile-de-Milton | Sainte-Cécile-de-Milton    | Sainte-Cécile-de-Milton | 31, rue Principale  | 45° 29′ 00″ nord, 72° 45′ 29″ ouest | 231102 | 1916        | Immeuble patrimonial cité   | 2020      |       |
| Église de Sainte-Cécile-de-Milton                                 | Sainte-Cécile-de-Milton    | Sainte-Cécile-de-Milton | 345, rue Principale | 45° 29′ 01″ nord, 72° 44′ 41″ ouest | 121038 | 1859 à 1861 | Immeuble patrimonial cité   | 2023      |       |
| Site patrimonial du 36, chemin Bell                               | Image manquante Téléverser | Shefford                | 36, chemin Bell     | 45° 19′ 58″ nord, 72° 36′ 17″ ouest | 217061 |             | Site patrimonial cité       | 2022      |       |
| Église Saint-Luke                                                 | Waterloo                   | Waterloo                | rue de la Cour      | 45° 20′ 42″ nord, 72° 30′ 53″ ouest | 92569  | 1870        | Immeuble patrimonial classé | 1978      |       |
| Église universaliste de Waterloo                                  | Waterloo                   | Waterloo                | 441, rue de la Cour | 45° 20′ 44″ nord, 72° 30′ 56″ ouest | 93002  | 1870        | Immeuble patrimonial cité   | 1988      |       |
| Manoir Maplewood                                                  | Waterloo                   | Waterloo                | 26, rue Clark       | 45° 20′ 26″ nord, 72° 30′ 44″ ouest | 97757  | 1865        | Immeuble patrimonial cité   | 2013      |       |
| Presbytère de Saint-Bernardin                                     | Waterloo                   | Waterloo                | 5005, rue Foster    | 45° 20′ 41″ nord, 72° 31′ 02″ ouest | 124319 | 1888        | Immeuble patrimonial cité   | 2017      |       |

## Le Granit
| Bien patrimonial                                                                         | Illustration               | Municipalité | Adresse                                | Coordonnées                         | No     | Constr.     | Catégorie                 | Rec. | Notes |
| ---------------------------------------------------------------------------------------- | -------------------------- | ------------ | -------------------------------------- | ----------------------------------- | ------ | ----------- | ------------------------- | ---- | ----- |
| Site du patrimoine de l'Église-Anglicane-Saint John-et-du-Cimetière-Mount Pleasant Union | Frontenac                  | Frontenac    | Rue Principale                         | 45° 31′ 57″ nord, 70° 47′ 22″ ouest | 93469  |             | Site patrimonial cité     | 2004 |       |
| Église de Saint-Samuel                                                                   | Lac-Drolet                 | Lac-Drolet   | 671, rue Principale                    | 45° 43′ 05″ nord, 70° 50′ 54″ ouest | 93012  | 1899        | Immeuble patrimonial cité | 1990 |       |
| Maison René-Robert                                                                       | Lac-Drolet                 | Lac-Drolet   | 705, rue Principale                    | 45° 43′ 09″ nord, 70° 51′ 00″ ouest | 93017  | 1887        | Immeuble patrimonial cité | 1990 |       |
| Presbytère de Saint-Samuel                                                               | Lac-Drolet                 | Lac-Drolet   | 677, rue Principale                    | 45° 43′ 05″ nord, 70° 50′ 57″ ouest | 93014  | 1912        | Immeuble patrimonial cité | 1990 |       |
| Résidence Bernardin-Therrien                                                             | Lac-Drolet                 | Lac-Drolet   | 357, 7e Rang                           | 45° 45′ 34″ nord, 70° 52′ 44″ ouest | 93015  | 1868 (vers) | Immeuble patrimonial cité | 1990 |       |
| Vieux couvent                                                                            | Lac-Drolet                 | Lac-Drolet   | 698-700, rue Principale                | 45° 43′ 15″ nord, 70° 50′ 59″ ouest | 93016  | 1906 (vers) | Immeuble patrimonial cité | 1990 |       |
| Château Milette                                                                          | Image manquante Téléverser | Lac-Mégantic | 4999, rue Millette                     | 45° 34′ 39″ nord, 70° 53′ 09″ ouest | 235488 | 1907        | Immeuble patrimonial cité | 2022 |       |
| Église de Sainte-Agnès                                                                   | Lac-Mégantic               | Lac-Mégantic | Rue Laval                              | 45° 34′ 43″ nord, 70° 53′ 10″ ouest | 157658 | 1913        | Immeuble patrimonial cité | 2008 |       |
| Gare ferroviaire de Lac-Mégantic                                                         | Lac-Mégantic               | Lac-Mégantic | Boulevard Stearns 5490, rue de la Gare | 45° 34′ 30″ nord, 70° 52′ 53″ ouest | 93405  | 1927        | Immeuble patrimonial cité | 2001 |       |
| Résidence Villeneuve                                                                     | Image manquante Téléverser | Lac-Mégantic | 3875, rue Villeneuve                   | 45° 34′ 45″ nord, 70° 52′ 59″ ouest | 235489 | 1901        | Immeuble patrimonial cité | 2022 |       |
| Site de l'église de Saint-Vital                                                          | Lambton                    | Lambton      | Rue Principale                         | 45° 50′ 17″ nord, 71° 05′ 25″ ouest | 93262  | 1907        | Site patrimonial cité     | 2000 |       |
| Cimetière Gisla                                                                          | Milan                      | Milan        | Chemin Gisla                           | 45° 38′ 01″ nord, 71° 08′ 43″ ouest | 92495  |             | Site patrimonial cité     | 1995 |       |
| Parc Morrison                                                                            | Milan                      | Milan        | Chemin Dell                            | 45° 36′ 06″ nord, 71° 08′ 29″ ouest | 93443  |             | Site patrimonial cité     | 2002 |       |
| Moulin Legendre                                                                          | Stornoway                  | Stornoway    | Route 161 Nord                         | 45° 43′ 04″ nord, 71° 10′ 16″ ouest | 115962 | 1883        | Immeuble patrimonial cité | 2008 |       |

## Le Haut-Saint-François
| Bien patrimonial                                    | Illustration               | Municipalité    | Adresse                  | Coordonnées                         | No     | Constr.     | Catégorie                   | Rec. | Notes |
| --------------------------------------------------- | -------------------------- | --------------- | ------------------------ | ----------------------------------- | ------ | ----------- | --------------------------- | ---- | ----- |
| Académie d'Eaton Corner                             | Cookshire-Eaton            | Cookshire-Eaton | 375, route 253           | 45° 21′ 52″ nord, 71° 35′ 51″ ouest | 92864  | 1864        | Immeuble patrimonial classé | 1963 | [ 3 ] |
| Église d'Eaton Corner                               | Cookshire-Eaton            | Cookshire-Eaton | 374, route 253           | 45° 21′ 53″ nord, 71° 35′ 54″ ouest | 92597  | 1841        | Immeuble patrimonial classé | 1961 | [ 3 ] |
| Église St. Peter's                                  | Cookshire-Eaton            | Cookshire-Eaton | 45, rue Principale Ouest | 45° 24′ 46″ nord, 71° 37′ 48″ ouest | 157167 | 1867 à 1869 | Immeuble patrimonial cité   | 2024 |       |
| Site du patrimoine d'Eaton Corner                   | Cookshire-Eaton            | Cookshire-Eaton |                          | à géolocaliser                      | 170085 |             | Site patrimonial cité       | 2010 |       |
| Ancienne église anglicane Christ Church             | East Angus                 | East Angus      |                          | 45° 29′ 10″ nord, 71° 39′ 46″ ouest | 93430  | 1886        | Immeuble patrimonial cité   | 2001 |       |
| Ancienne église Emmanuel United                     | East Angus                 | East Angus      | Rue Angus Sud            | 45° 28′ 51″ nord, 71° 39′ 52″ ouest | 93431  | 1899        | Immeuble patrimonial cité   | 2001 |       |
| Bureau de poste                                     | East Angus                 | East Angus      | Rue Pasteur              | 45° 29′ 06″ nord, 71° 39′ 35″ ouest | 93427  | 1915        | Immeuble patrimonial cité   | 2001 |       |
| Église de Saint-Louis-de-France                     | East Angus                 | East Angus      | Rue Saint-Jean Est       | 45° 29′ 02″ nord, 71° 39′ 30″ ouest | 93428  | 1923        | Immeuble patrimonial cité   | 2001 |       |
| Presbytère de Saint-Louis-de-France                 | East Angus                 | East Angus      | 166, rue Saint-Jean Est  | 45° 29′ 02″ nord, 71° 39′ 28″ ouest | 93429  | 1907        | Immeuble patrimonial cité   | 2001 |       |
| Vieille gare du Papier                              | East Angus                 | East Angus      | Rue Saint-Jean Ouest     | 45° 29′ 04″ nord, 71° 39′ 38″ ouest | 93426  | 1914        | Immeuble patrimonial cité   | 2001 |       |
| Site du patrimoine de l'église Chalmers             | Lingwick                   | Lingwick        | Route 108                | 45° 35′ 33″ nord, 71° 22′ 33″ ouest | 157245 |             | Site patrimonial cité       | 2011 |       |
| Site du patrimoine de Sainte-Marguerite-de-Lingwick | Lingwick                   | Lingwick        |                          | 45° 36′ 34″ nord, 71° 21′ 11″ ouest | 185061 |             | Site patrimonial cité       | 2011 |       |
| Site du patrimoine du Pont-Couvert-McVetty-McKerry  | Lingwick                   | Lingwick        | Route 257                | 45° 37′ 00″ nord, 71° 23′ 40″ ouest | 93379  | 1893        | Site patrimonial cité       | 2003 |       |
| Maison Laplante                                     | Weedon                     | Weedon          | 280, 9e avenue           | 45° 41′ 47″ nord, 71° 27′ 23″ ouest | 93471  | 1880 (vers) | Immeuble patrimonial cité   | 2004 |       |
| Croix de chemin du Bassin-Sud                       | Image manquante Téléverser | Westbury        | chemin du Bassin Sud     | 45° 28′ 54″ nord, 71° 37′ 16″ ouest | 234691 | 1924        | Immeuble patrimonial classé | 2024 |       |

## Le Val-Saint-François
| Bien patrimonial                                                                                           | Illustration               | Municipalité               | Adresse                 | Coordonnées                         | No     | Constr.     | Catégorie                                                | Rec.           | Notes |
| --- | -------------------------- | -------------------------- | ----------------------- | ----------------------------------- | ------ | ----------- | -------------------------------------------------------- | -------------- | ----- |
| Église Saint-Andrew's                                                                                      | Image manquante Téléverser | Melbourne                  | 1169, route 243         | 45° 38′ 36″ nord, 72° 08′ 24″ ouest | 157564 | 1841 à 1842 | Immeuble patrimonial cité                                | 2024           |       |
| Maison de la culture de Racine                                                                             | Image manquante Téléverser | Racine                     | 348, rue de l'Église    | 45° 30′ 12″ nord, 72° 15′ 00″ ouest | 157606 | 1906        | Immeuble patrimonial cité                                | 2023           |       |
| Bureau d'enregistrement de Richmond                                                                        | Richmond                   | Richmond                   | 295, rue Principale Sud | 45° 39′ 17″ nord, 72° 08′ 17″ ouest | 92926  | 1860        | Immeuble patrimonial classé Immeuble patrimonial reconnu | 2012 1976      |       |
| Centre d'interprétation de l'ardoise                                                                       | Richmond                   | Richmond                   | 5, rue Belmont          | 45° 39′ 26″ nord, 72° 08′ 57″ ouest | 93648  | 1889        | Immeuble patrimonial cité                                | 2005           |       |
| Site patrimonial du couvent Mont Saint-Patrice, du presbytère Sainte-Bibiane et de l'église Sainte-Bibiane | Richmond                   | Richmond                   | rue Principale Nord     | 45° 40′ 04″ nord, 72° 08′ 57″ ouest | 204925 |             | Site patrimonial cité                                    | 2016           |       |
| Église de Sainte-Anne-de-la-Rochelle                                                                       | Sainte-Anne-de-la-Rochelle | Sainte-Anne-de-la-Rochelle | rue de l'Église         | 45° 24′ 12″ nord, 72° 24′ 06″ ouest | 157715 | 1893 à 1893 | Immeuble patrimonial cité                                | 2024           |       |
| Moulin à laine d'Ulverton                                                                                  | Ulverton                   | Ulverton                   | 210, chemin Porter      | 45° 41′ 26″ nord, 72° 16′ 10″ ouest | 92914  | 1849        | Immeuble patrimonial classé Immeuble patrimonial reconnu | 2012 1977 1975 |       |
| Bijouterie Drainville                                                                                      | Valcourt                   | Valcourt                   | 980, rue Saint-Joseph   | 45° 29′ 41″ nord, 72° 18′ 54″ ouest | 93317  | 1924        | Immeuble patrimonial cité                                | 2003           |       |
| Église de Saint-Joseph-d'Ely                                                                               | Valcourt                   | Valcourt                   | Rue Saint-Joseph        | 45° 29′ 50″ nord, 72° 18′ 56″ ouest | 93314  | 1869        | Immeuble patrimonial cité                                | 2003           |       |
| Maison Joseph-Armand-Bombardier                                                                            | Valcourt                   | Valcourt                   | 794, rue Saint-Joseph   | 45° 29′ 52″ nord, 72° 18′ 57″ ouest | 93316  | 1869        | Immeuble patrimonial cité                                | 2003           |       |
| Presbytère de Saint-Joseph-d'Ely                                                                           | Valcourt                   | Valcourt                   | 800, rue Saint-Joseph   | 45° 29′ 49″ nord, 72° 18′ 56″ ouest | 93315  | 1923        | Immeuble patrimonial cité                                | 2003           |       |
| Site du patrimoine de La Poudrière                                                                         | Windsor                    | Windsor                    |                         | 45° 34′ 45″ nord, 71° 59′ 24″ ouest | 93373  |             | Immeuble patrimonial cité                                | 2003           |       |

## Les Sources
| Bien patrimonial                       | Illustration             | Municipalité             | Adresse                 | Coordonnées                         | No     | Constr. | Catégorie                                                | Rec.      | Notes |
| -------------------------------------- | ------------------------ | ------------------------ | ----------------------- | ----------------------------------- | ------ | ------- | -------------------------------------------------------- | --------- | ----- |
| Maison Houston                         | Danville                 | Danville                 | 4-6, rue Daniel-Johnson | 45° 47′ 04″ nord, 72° 00′ 53″ ouest | 93114  | 1885    | Immeuble patrimonial cité                                | 1998      |       |
| Moulin Denison                         | Danville                 | Danville                 | 540, chemin Denison     | 45° 44′ 52″ nord, 72° 06′ 08″ ouest | 92677  | 1855    | Immeuble patrimonial classé Aire de protection délimitée | 1973 1975 |       |
| Église de Saint-Joseph-de-Ham-Sud      | Ham-Sud                  | Ham-Sud                  | 1, chemin Gosford Nord  | 45° 45′ 23″ nord, 71° 36′ 02″ ouest | 117973 | 1919    | Immeuble patrimonial cité                                | 2008      | [ 4 ] |
| Presbytère de Saint-Georges-de-Windsor | Saint-Georges-de-Windsor | Saint-Georges-de-Windsor | 493, rue Principale     | 45° 41′ 54″ nord, 71° 50′ 43″ ouest | 93123  | 1926    | Immeuble patrimonial cité                                | 1993      |       |

## Memphrémagog
| Bien patrimonial                                                   | Illustration               | Municipalité            | Adresse                   | Coordonnées                         | No     | Constr.              | Catégorie                   | Rec. | Notes |
| ------------------------------------------------------------------ | -------------------------- | ----------------------- | ------------------------- | ----------------------------------- | ------ | -------------------- | --------------------------- | ---- | ----- |
| Complexe des moulins d'Austin                                      | Austin                     | Austin                  |                           | à géolocaliser                      | 182851 |                      | Site patrimonial cité       | 2011 |       |
| Grange circulaire Damase-Amédée-Dufresne                           | Austin                     | Austin                  | 101-105, chemin Fisher    | 45° 09′ 30″ nord, 72° 16′ 14″ ouest | 92386  | 1907                 | Immeuble patrimonial classé | 1984 |       |
| Site patrimonial de la Société d'agriculture du comté de Stanstead | Ayer's Cliff               | Ayer's Cliff            | 977, rue Main             | à géolocaliser                      | 204290 |                      | Site patrimonial cité       | 2015 |       |
| Église Holy Trinity                                                | Bolton-Est                 | Bolton-Est              | Route Bolton Pass         | 45° 09′ 20″ nord, 72° 22′ 04″ ouest | 158134 | 1860 (vers)          | Immeuble patrimonial cité   | 2012 |       |
| Église Methodist United                                            | Bolton-Est                 | Bolton-Est              | Route Missisquoi          | 45° 11′ 54″ nord, 72° 21′ 22″ ouest | 158130 | 1879                 | Immeuble patrimonial cité   | 2012 |       |
| Église Saint-Patrick                                               | Bolton-Est                 | Bolton-Est              | Route Missisquoi          | 45° 12′ 11″ nord, 72° 21′ 22″ ouest | 158151 | 1876                 | Immeuble patrimonial cité   | 2012 |       |
| Hôtel de ville de Bolton-Est                                       | Bolton-Est                 | Bolton-Est              | 858, route Missisquoi     | à géolocaliser                      | 105302 | 1867                 | Immeuble patrimonial cité   | 2012 |       |
| Église Saint-James                                                 | Hatley (municipalité)      | Hatley (municipalité)   | 100, rue Main             | 45° 11′ 04″ nord, 71° 56′ 17″ ouest | 92735  | 1828                 | Immeuble patrimonial classé | 1989 | [ 5 ] |
| Ensemble institutionnel Saint-James                                | Hatley (municipalité)      | Hatley (municipalité)   | 98-100, rue Main          | 45° 11′ 05″ nord, 71° 56′ 15″ ouest | 158321 | 1830 (vers)          | Site patrimonial cité       | 2011 |       |
| Grange                                                             | Image manquante Téléverser | Hatley (municipalité)   | 38, rue Main              | 45° 11′ 20″ nord, 71° 56′ 17″ ouest | 235027 |                      | Immeuble patrimonial cité   | 2022 |       |
| Église Sainte-Marguerite-Marie                                     | Magog                      | Magog                   | Rue Saint-Patrice Est     | 45° 15′ 50″ nord, 72° 08′ 17″ ouest | 125254 | 1950                 | Immeuble patrimonial cité   | 2008 |       |
| Ensemble institutionnel de Saint-Luke                              | Magog                      | Magog                   | rue des Pins              | 45° 16′ 04″ nord, 72° 09′ 08″ ouest | 212665 |                      | Site patrimonial cité       | 2018 |       |
| Ensemble institutionnel de Saint-Patrice                           | Magog                      | Magog                   | rue Merry Nord            | 45° 16′ 06″ nord, 72° 09′ 22″ ouest | 212670 |                      | Site patrimonial cité       | 2018 |       |
| Maison Merry                                                       | Magog                      | Magog                   | 708, rue Principale Ouest | 45° 15′ 59″ nord, 72° 09′ 22″ ouest | 165765 | 1821                 | Immeuble patrimonial cité   | 2009 |       |
| Site du patrimoine de North Hatley                                 | North Hatley               | North Hatley            |                           | 45° 16′ 18″ nord, 71° 58′ 33″ ouest | 93505  |                      | Site patrimonial cité       | 1987 |       |
| Site d'Orford Musique                                              | Image manquante Téléverser | Orford                  | 3165, chemin du Parc      | 45° 19′ 23″ nord, 72° 11′ 01″ ouest | 235440 |                      | Site patrimonial cité       | 2022 |       |
| Grange ronde de Mansonville                                        | Potton                     | Potton                  |                           | 45° 03′ 10″ nord, 72° 23′ 34″ ouest | 165435 | 1911                 | Immeuble patrimonial cité   | 2009 |       |
| Pont de la Frontière                                               | Potton                     | Potton                  | chemin Bellevue           | 45° 00′ 42″ nord, 72° 22′ 24″ ouest | 115398 | 1896                 | Immeuble patrimonial classé | 2024 |       |
| Église de Saint-Étienne-de-Bolton                                  | Saint-Étienne-de-Bolton    | Saint-Étienne-de-Bolton | 6, rang de la Montagne    | 45° 15′ 59″ nord, 72° 22′ 53″ ouest | 158287 |                      | Immeuble patrimonial cité   | 2024 |       |
| Pont Narrows                                                       | Stanstead (canton)         | Stanstead (canton)      | chemin Narrows            | 45° 05′ 32″ nord, 72° 12′ 35″ ouest | 115397 | 1881                 | Immeuble patrimonial classé | 2019 |       |
| Ancien magasin Horace-Stewart                                      | Stanstead (ville)          | Stanstead (ville)       | Rue Principale            | 45° 00′ 21″ nord, 72° 08′ 31″ ouest | 158265 | 1820 et 1830 (entre) | Immeuble patrimonial cité   | 2009 |       |
| Ancienne église Wesley United                                      | Stanstead (ville)          | Stanstead (ville)       | 65, rue Principale        | 45° 00′ 36″ nord, 72° 08′ 42″ ouest | 158266 | 1891                 | Immeuble patrimonial cité   | 2009 |       |
| Banque Eastern Townships                                           | Stanstead (ville)          | Stanstead (ville)       | 240, rue Dufferin         | 45° 00′ 25″ nord, 72° 05′ 55″ ouest | 158247 | 1904 (vers)          | Immeuble patrimonial cité   | 2009 |       |
| Domaine Carrollcroft                                               | Stanstead (ville)          | Stanstead (ville)       | 535, rue Dufferin         | 45° 00′ 58″ nord, 72° 05′ 38″ ouest | 236283 |                      | Immeuble patrimonial classé | 2024 |       |
| Édifice Haskell Free Library and Opera House                       | Stanstead (ville)          | Stanstead (ville)       | 1, rue Church             | 45° 00′ 21″ nord, 72° 05′ 53″ ouest | 93138  | 1904                 | Immeuble patrimonial classé | 1977 |       |
| Édifice Wilder-Pierce                                              | Stanstead (ville)          | Stanstead (ville)       | 575, rue Dufferin         | 45° 01′ 04″ nord, 72° 05′ 33″ ouest | 158259 | 1810 et 1814 (entre) | Immeuble patrimonial cité   | 2009 |       |
| Église Advent Christian                                            | Stanstead (ville)          | Stanstead (ville)       | Rue Principale            | 45° 00′ 27″ nord, 72° 08′ 35″ ouest | 158264 | 1866                 | Immeuble patrimonial cité   | 2009 |       |
| Église Centenary United                                            | Stanstead (ville)          | Stanstead (ville)       | Rue Dufferin              | 45° 00′ 50″ nord, 72° 05′ 44″ ouest | 158252 | 1869                 | Immeuble patrimonial cité   | 2009 |       |
| Église Christ Church                                               | Stanstead (ville)          | Stanstead (ville)       | Rue Dufferin              | 45° 01′ 02″ nord, 72° 05′ 33″ ouest | 158254 | 1858                 | Immeuble patrimonial cité   | 2009 |       |
| Église du Sacré-Cœur                                               | Stanstead (ville)          | Stanstead (ville)       | Rue Dufferin              | 45° 01′ 08″ nord, 72° 05′ 31″ ouest | 158261 | 1877                 | Immeuble patrimonial cité   | 2009 |       |
| Église Stanstead South United                                      | Stanstead (ville)          | Stanstead (ville)       | Rue Church                | 45° 00′ 23″ nord, 72° 05′ 49″ ouest | 158263 | 1876                 | Immeuble patrimonial cité   | 2009 |       |
| Loge maçonnique Golden Rule no 5                                   | Stanstead (ville)          | Stanstead (ville)       | 560, rue Dufferin         | 45° 01′ 02″ nord, 72° 05′ 34″ ouest | 158257 | 1860                 | Immeuble patrimonial cité   | 2009 |       |
| Maison Butters                                                     | Stanstead (ville)          | Stanstead (ville)       | 470, rue Dufferin         | 45° 00′ 48″ nord, 72° 05′ 40″ ouest | 158250 | 1866                 | Immeuble patrimonial cité   | 2009 |       |
| Maison Carrollcroft                                                | Stanstead (ville)          | Stanstead (ville)       | 535, rue Dufferin         | 45° 00′ 59″ nord, 72° 05′ 38″ ouest | 158253 | 1859                 | Immeuble patrimonial cité   | 2009 | [ 6 ] |
| Église Saint-Matthew                                               | Stukely-Sud                | Stukely-Sud             | Chemin de la Diligence    | 45° 19′ 17″ nord, 72° 24′ 43″ ouest | 93468  | 1856                 | Immeuble patrimonial cité   | 2002 |       |

## Sherbrooke
| Bien patrimonial                             | Illustration | Adresse                                                | Coordonnées                         | No     | Constr. | Catégorie                                                | Rec.      | Notes |
| -------------------------------------------- | ------------ | ------------------------------------------------------ | ----------------------------------- | ------ | ------- | -------------------------------------------------------- | --------- | ----- |
| Centre culturel et du patrimoine Uplands     | (Canada).    | 9, rue Speid                                           | 45° 22′ 07″ nord, 71° 51′ 37″ ouest | 172582 |         | Site patrimonial cité                                    | 2010      |       |
| Chapelle Saint-Mark                          | (Canada).    | 2600, rue College                                      | 45° 21′ 58″ nord, 71° 50′ 57″ ouest | 92791  | 1857    | Immeuble patrimonial classé                              | 1989      |       |
| Église Plymouth Trinity                      | (Canada).    | 380, rue Dufferin                                      | 45° 24′ 24″ nord, 71° 53′ 46″ ouest | 93310  | 1855    | Immeuble patrimonial classé                              | 1989      |       |
| Gare du CN de Sherbrooke                     | (Canada).    | 80, rue du Dépôt                                       | 45° 24′ 03″ nord, 71° 53′ 19″ ouest | 93306  | 1890    | Immeuble patrimonial cité                                | 2000      |       |
| Gare du CP                                   | (Canada).    | 780-204, terrasse CPR                                  | 45° 23′ 48″ nord, 71° 53′ 53″ ouest | 98893  | 1910    | Immeuble patrimonial cité                                | 2005      |       |
| Hôtel de ville de Sherbrooke                 | (Canada).    | 191, rue du Palais                                     | 45° 24′ 15″ nord, 71° 53′ 35″ ouest | 92934  | 1906    | Immeuble patrimonial classé Immeuble patrimonial reconnu | 2012 1977 |       |
| Monument aux Braves-de-Sherbrooke            | (Canada).    | Rue King Ouest                                         | 45° 24′ 02″ nord, 71° 53′ 29″ ouest | 206082 | 1926    | Immeuble patrimonial classé                              | 2017      |       |
| Parc du Domaine-Howard                       | (Canada).    | 1300-1308, boulevard de Portland 151, rue de l'Ontario | 45° 24′ 08″ nord, 71° 54′ 33″ ouest | 201467 |         | Site patrimonial cité                                    | 2014      |       |
| Site patrimonial de l'Ancienne-Prison-Winter | (Canada).    | 271, rue Winter                                        | 45° 24′ 16″ nord, 71° 53′ 53″ ouest | 236280 |         | Site patrimonial classé                                  | 2024      |       |